# Seth Wescott
Seth Benjamin Wescott (Durham, 28 de junio de 1976) es un deportista estadounidense que compitió en snowboard, especialista en la prueba de campo a través.
Participó en dos Juegos Olímpicos de Invierno, Turín 2006 y Vancouver 2010, obteniendo la medalla de oro en cada edición en la prueba de campo a través.
Ganó cuatro medallas en el Campeonato Mundial de Snowboard entre los años 2003 y 2011. Adicionalmente, consiguió nueve medallas en los X Games de Invierno.

## Medallero internacional
| Juegos Olímpicos   | Juegos Olímpicos      | Juegos Olímpicos | Juegos Olímpicos |
| Año                | Lugar                 | Medalla          | Prueba           |
| ------------------ | --------------------- | ---------------- | ---------------- |
| 2006               | Turín (Italia)        | Medalla de oro   | Campo a través   |
| 2010               | Vancouver (Canadá)    | Medalla de oro   | Campo a través   |
| Campeonato Mundial |                       |                  |                  |
| Año                | Lugar                 | Medalla          | Prueba           |
| 2003               | Kreischberg (Austria) | Medalla de plata | Campo a través   |
| 2005               | Whistler (Canadá)     | Medalla de oro   | Campo a través   |
| 2007               | Arosa (Suiza)         | Medalla de plata | Campo a través   |
| 2011               | La Molina (España)    | Medalla de plata | Campo a través   |

| X Games de Invierno | X Games de Invierno            | X Games de Invierno | X Games de Invierno |
| Año                 | Lugar                          | Medalla             | Prueba              |
| ------------------- | ------------------------------ | ------------------- | ------------------- |
| 1998                | Crested Butte (Estados Unidos) | Medalla de bronce   | Campo a través      |
| 2001                | Mount Snow (Estados Unidos)    | Medalla de bronce   | Campo a través      |
| 2002                | Aspen (Estados Unidos)         | Medalla de oro      | Ultracross          |
| 2002                | Aspen (Estados Unidos)         | Medalla de plata    | Campo a través      |
| 2003                | Aspen (Estados Unidos)         | Medalla de plata    | Ultracross          |
| 2004                | Aspen (Estados Unidos)         | Medalla de plata    | Campo a través      |
| 2005                | Aspen (Estados Unidos)         | Medalla de plata    | Campo a través      |
| 2007                | Aspen (Estados Unidos)         | Medalla de bronce   | Campo a través      |
| 2010                | Aspen (Estados Unidos)         | Medalla de plata    | Campo a través      |